# Party-Line
Party-Line was een Nederlands betaalnummer, een zogeheten babbelbox waar men tegen een tarief van 50 guldencent per minuut kon converseren met maximaal tien anderen. Het nummer, dat van eind mei 1988 tot circa 1992 bestond, werd geëxploiteerd door Teleservice, later Teleholding geheten.
De lijn was vanaf het begin omstreden door de hoge kosten, en de als agressief ervaren advertenties die onder meer in schoolagenda's werden geplaatst. Ook de STER-spotjes van de lijn waren aanleiding voor klachten bij de Reclame Code Commissie, en organisaties voor verslavingszorg wezen op het verslavende karakter van deze lijn en soortgelijke lijnen.